# Piazza della Repubblica (Rzym)
Piazza della Repubblica (do 1960: Piazza Esedra, pol. Plac Republiki) – plac w Rzymie, w rione Castro Pretorio, zlokalizowany w niedużej odległości od dworca Termini, przed dawnymi Termami Dioklecjana.
Na okrągłym placu kończy się Via Nazionale. Plac otoczony jest ciężkimi, monumentalnymi gmachami, bardzo typowymi dla XIX-wiecznej przebudowy stolicy Włoch, kiedy to miasto stało się centrum zjednoczonego państwa. Projektantem tego założenia, które powstało w latach 1887–1898, był Gaetano Koch. Poprzednia nazwa upamiętniała rzymskie łaźnie zlokalizowane w tym rejonie (łac. exedra). Przy placu stoi bazylika Matki Bożej Anielskiej i Męczenników (wł. Santa Maria degli Angeli e dei Martiri) zbudowana na ruinach Term Dioklecjana. W centrum placu znajduje się Fontana delle Naiadi z 1901, dzieło Mario Rutellego.
Obecnie plac i okolice grupują dużą liczbę tanich hoteli i gastronomii.